# Chronica Gallica z roku 452
Chronica Gallica z roku 452 také Galská kronika z roku 452 je latinská kronika pozdní antiky, prezentovaná ve formě letopisů, které pokračují v Jeronýmově díle Chronicon. Editoval ji Theodor Mommsen v mnohosvazkové edici Monumenta Germaniae Historica jako Chronica Gallica A. CCCCLII spolu s další galskou anonymní kronikou, Chronica Gallica z roku 511.
Kronika začíná v roce 379 povýšením Theodosia I. na spolucísaře a končí útokem Attily, krále Hunů, na Itálii v roce 452. Obsah se zaměřuje na Galii, západořímské císaře a papeže, zatímco o událostech ve východní části říše je v kronice jen malá zmínka. Jedná se o nejstarší dochované historické dílo z Galie. Místo původu kroniky je kontroverzní, ale nejspíš vznikla někde v údolí Rhôny nebo, jak někteří badatelé naznačují, konkrétně v Marseille.
Chronica Gallica z roku 511 vydaná ve stejném svazku Monumenta Germaniae Historica, také začíná jmenováním Theodosia spolucísařem, ale pokrývá časové období až do roku 511.